# Kanton Löbejün
Der Kanton Löbejün war eine Verwaltungseinheit im Distrikt Halle des Departements der Saale im napoleonischen Königreich Westphalen.
Hauptort des Kantons und Sitz des Friedensgerichts war Löbejün im heutigen Saalekreis. Der Kanton umfasste eine Stadt, acht Kommunen mit mehreren Weilern und Höfen, die teilweise auf kursächsischem Gebiet lagen. Er war bewohnt von 4474 Einwohnern und hatte eine Fläche von 1,35 Quadratmeilen. Er ging aus einem Teil des Saalkreises des Herzogtum Magdeburg hervor. Ein Teil des Kantons gehörte zum Amt Petersberg, welches historisch bis 1697 zum Kurfürstentum Sachsen gehörte. Aus diesem Grund lagen einige Freihöfe in Kursachsen.
Die zum Kanton gehörigen Ortschaften waren:
- Stadt Löbejün mit der Mühle Gottgau
- Krosigk mit Kaltenmark
- Wieskau
- Schlettau
- Dalena mit Dornitz
- Hohenedlau und Siegelitz
- Domnitz und Jägerhaus
- Nehlitz mit Höfen in den kursächsischen Orten Werben, Schrenz, Löbersdorf
- Görzig, Juchsmühle
- Petersberg
- Nauendorf mit Merbitz
- Geest